# Брати Клички

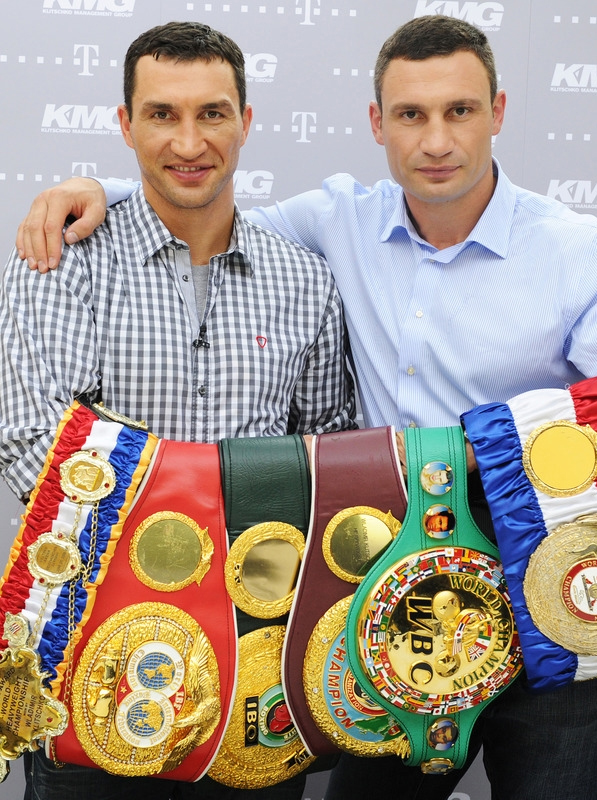
Брати Клички

Брати Клички — українські боксери Віталій (нар. 1971) і Володимир (нар. 1976) Клички. Обидва — чемпіони світу з боксу у важкій вазі (перші чемпіони світу з боксу у важкій вазі з усього колишнього СРСР), але ніколи не були противниками на рингу. Спільний професійний дебют відбувся 16 листопада 1996, у Гамбурзі (Німеччина), у якому кожен з братів нокаутував суперника.
Обидва брати є кандидатами наук (1997). Велику частину часу брати Клички проживали у Німеччині, де користуються дуже великою популярністю.
Спільною діяльністю братів Кличків, крім спортивних тренувань, є соціальні проекти Фонду братів Кличків, появи на публіці й телебаченні, рекламні ролики, міжнародна благодійність у Фонді та проекти з відновлення одеського Будинку профспілок, вцілілого після пожежі у 2014 р. У коло бізнес-інтересів братів Кличків входять підконтрольні їм компанії K2 Promotions, Klitschko Management Group, а також ряд інших компаній в Україні, Німеччині та США.
У 2004 році підтримали Помаранчеву революцію в Україні. Віталій Кличко також активно займається політикою, був депутатом Київської міської ради (до парламентських виборів) і лідером Партії «УДАР Віталія Кличка». На парламентських виборах 2012 року партія Віталія отримала 40 депутатських місць у Верховній Раді України. 29 травня 2014 Віталій Кличко переміг на виборах міського голови Києва.
Віталій закінчив професійну кар'єру 9 листопада 2005, проте у 2007 році оголосив про її відновлення. Після скасування боїв з причини травм, отриманих під час тренувань, йому це нарешті вдалося 11 жовтня 2008, після майже чотирирічної перерви на рингу.

## Спортивні досягнення братів Кличків
Перемога Віталія Кличка над Семюелом Пітером 11 жовтня 2008 стала втіленням у життя давньої мрії братів — стати одночасно чемпіонами світу з боксу у важкій вазі за версіями різних організацій професійного боксу. Віталій повернув собі чемпіонський пояс організації WBC, Володимир же до цього моменту володів уже трьома поясами, будучи чемпіоном за версіями WBO, IBF і IBO. За бій із Семюелом Пітером у 2009 році Віталію Кличку була присуджена премія Світової академії спорту «Лауреус» в номінації «Повернення року».
2 липня 2011 р. брати досягли своєї другої, ще більшої мрії. Після того, як Володимир завоював пояс чемпіона WBA, перемігши попереднього чемпіона Девіда Хея, чемпіонські пояси у важкій вазі всіх чотирьох найважливіших організацій у світовому боксі перейшли у володіння братами. Крім титулів цих чотирьох організацій, Володимир також володіє поясами The Ring Magazine і IBO.
Брати Клички впродовж декількох років очолюють незалежний рейтинг важковаговиків на порталі BoxRec, причому з великим відривом від інших важковаговиків сучасності.
У 2011 році за свої спортивні досягнення брати отримали Премію Штайгер.

## Сім'я
Батько — Володимир Родіонович Кличко (24 квітня 1947 — 13 липня 2011, Київ) — військовий аташе посольства України в Німеччині НАТО, генерал-майор.
Володимир Кличко-старший народився 24 квітня 1947 року в родині співробітника міліції, в минулому начальника паспортного столу села Вільшани Черкаської області Української РСР Родіона Петровича Кличка і вчительки початкових класів та української мови Тамари Юхимівни Кличко (уродженої Етінзон), родом зі Сміли тієї ж Черкаської області і випускниці Корсунського педагогічного училища. Під час німецької окупації Сміли Родіон Петрович переховував свою дружину в підвалі (підполі), а її родина загинула в гетто і помер їхній старший син Володимир. Після війни вони були вислані в Казахстан, де народилися їхній син Володимир і дві дочки — Раїса та Анна.
Володимир Кличко-старший закінчив льотне училище, служив у Чехословаччині, Киргизії, Казахстані, Прибалтиці, у званні полковника авіації брав участь у ліквідації наслідків аварії на Чорнобильській атомній електростанції.
Останні роки життя у званні генерал-майора Військово-повітряних сил України був військовим аташе при посольстві України в Німеччині та НАТО (Ремаген).
Мати — вчителька початкових класів Надія Ульянівна Кличко.

## Ушанування

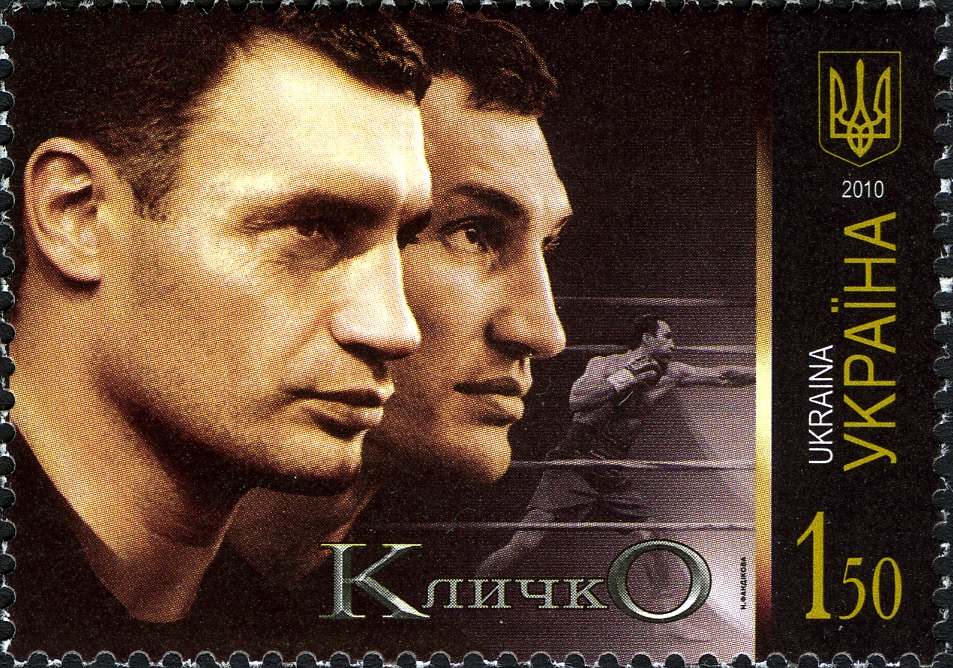
Брати Клички на поштовій марці України 2010 року.

- На честь братів Кличків названий астероїд № 212723, відкритий 14 вересня 2007 в Андрушівській астрономічній обсерваторії[14].

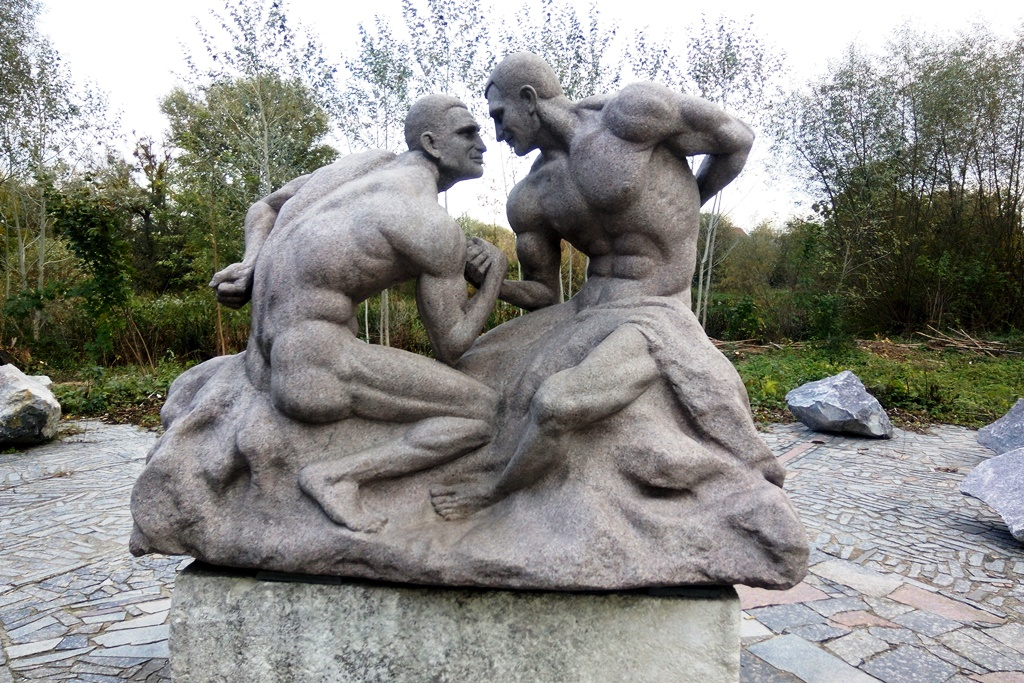
Скульптура братам Кличкам у Коростишівському парку

- Скульптура братам Кличкам у Коростишівському паркуУ 2010 році Укрпошта випустила на честь братів поштову марку під назвою «Кличко».

## Фільмографія
- «Кличко» (2011) — німецький документальний фільм режисера Себастьяна Денхарда знятий кіностудією Broadview TV.
- «Брати — легенда» («Brothers legend», вихід у прокат запланований на квітень 2021 року) — фільм за сценарієм та режисурою Сильвестра Сталлоне[15].